# Данмануи
Данмануи (Данмануэй; англ. Dunmanway; ирл. Dún Mánmhaí или Dúnmaonmhuí) — (переписной) посёлок в Ирландии, находится в графстве Корк (провинция Манстер). Победитель Irish Tidy Towns Competition 1982 года.
Местная железнодорожная станция была открыта 12 июня 1866 года и закрыта 1 апреля 1961 года.

## Демография
Население — 1522 человека (по переписи 2006 года). В 2002 году население составляло 1532.
Данные переписи 2006 года:
| Общие демографические показатели |               |                               |                               |      |      |
| Всё население                    | Всё население | Изменения населения 2002—2006 | Изменения населения 2002—2006 | 2006 | 2006 |
| 2002                             | 2006          | чел.                          | %                             | муж. | жен. |
| 1532                             | 1522          | −10                           | −0,7                          | 767  | 755  |

В нижеприводимых таблицах сумма всех ответов (столбец «сумма»), как правило, меньше общего населения населённого пункта (столбец «2006»).
| Религия (Тема 2 — 5 : Число людей по религиям, 2006) |             |                |             |            |       |      |
| Католики, чел.                                       | Католики, % | Другая религия | Без религии | не указано | сумма | 2006 |
| 1367                                                 | 89,8        | 91             | 47          | 17         | 1522  | 1522 |

| Этно-расовый состав (Этничность. Тема 2 — 3 : Постоянное население по этническому или культурному происхождению, 2006) |            |              |       |        |        |            |       |       |
| Белые ирландцы | Лухт-шулта | Другие белые | Негры | Азиаты | Другие | Не указано | сумма | 2006  |
| 1357 | 2          | 93           | 0     | 4      | 17     | 32         | 1505  | 1522  |
| Доля от всех отвечавших на вопрос, %                                                                                   |            |              |       |        |        |            |       |       |
| 90,2 | 0,1        | 6,2          | 0,0   | 0,3    | 1,1    | 2,1        | 100   | 98,91 |

1 — доля отвечавших на вопрос о языке от всего населения.
| Владение ирландским языком (Тема 3 — 1 : Число людей от 3 лет и старше по способности говорить по-ирландски, 2006) |      |            |       |       |
| Владеете ли Вы ирландским языком?                                                                                  |      |            |       |       |
| Да | Нет  | Не указано | сумма | 2006  |
| 673 | 743  | 38         | 1454  | 1522  |
| Доля от всех отвечавших на вопрос о языке, %                                                                       |      |            |       |       |
| 46,3 | 51,1 | 2,6        | 100   | 95,51 |

1 — доля отвечавших на вопрос о языке от всего населения.
| Использование ирландского языка (Тема 3 — 2 : Говорящие по-ирландски от 3 лет и старше по частоте использования ирландского языка, 2006) |                                                            |                                               |                                               |                                               |                                               |                                               |       |                                     |      |
| Как часто и где Вы говорите по-ирландски?                                                                                                |                                                            |                                               |                                               |                                               |                                               |                                               |       |                                     |      |
| ежедневно, только в образовательных учреждениях                                                                                          | ежедневно, как в образовательных учреждениях, так и вне их | в других местах (вне образовательной системы) | в других местах (вне образовательной системы) | в других местах (вне образовательной системы) | в других местах (вне образовательной системы) | в других местах (вне образовательной системы) | сумма | всего, отвечавших на вопрос о языке | 2006 |
| ежедневно, только в образовательных учреждениях                                                                                          | ежедневно, как в образовательных учреждениях, так и вне их | ежедневно                                     | каждую неделю                                 | реже                                          | никогда                                       | не указано                                    | сумма | всего, отвечавших на вопрос о языке | 2006 |
| 164 | 6                                                          | 14                                            | 36                                            | 237                                           | 194                                           | 22                                            | 673   | 1454                                | 1522 |
| Доля от всех отвечавших на вопрос о языке, %                                                                                             |                                                            |                                               |                                               |                                               |                                               |                                               |       |                                     |      |
| 11,3 | 0,4                                                        | 1,0                                           | 2,5                                           | 16,3                                          | 13,3                                          | 1,5                                           | 46,3  | 100                                 |      |

| Типы частных жилищ (Тема 6 — 1(a) : Число частных домовладений по типу размещения, 2006) |          |         |                 |            |       |      |
| Отдельный дом                                                                            | Квартира | Комната | Переносные дома | не указано | сумма | 2006 |
| 546                                                                                      | 33       | 3       | 0               | 16         | 598   | 1522 |